# メナヘム・ベギン
メナヘム・ベギン（מנחם בגין、Menachem Begin  発音、ロシア語: Менахем Вольфович Бегин、1913年8月16日 - 1992年3月9日）は、イスラエルの政治家。1977年から1983年までイスラエルの首相を務めた。息子に科学相を務めたベニー・ベギンがいる。

## 概説
ベギンはロシア領ブリスク（現ベラルーシ領ブレスト）に生まれた。1919年から1939年にかけて、ブレスト・リトフスクはポーランド領であったが、1939年ソビエト連邦によって占領された。そのため、1940年から1941年にかけてソ連に収監されていた。1941年に解放され、ソ連領内につくられたポーランドのアンデルス軍団に参加。家族はナチスに殺されている。
1942年のソ連脱出後はユダヤ人の非公然武装組織イルグンに参加し1947年頃にはそのリーダーとなり、アイルランドの活動家・マイケル・コリンズを師と仰いだ。
エルサレムのキング・デイヴィッド・ホテル爆破事件（当時パレスチナを統治していたイギリス軍の司令部が所在）を実行した。イルグン・ツヴァイ・レウミとそのリーダーのベギンは1948年の第一次中東戦争において、デイル・ヤシーン事件などパレスチナ人の虐殺を行ったという悪名でも知られている。また、「パレスチナ人は2本足で歩く野獣である」と公言していた。
イスラエル独立後にリクードを設立した。1967年6月に無任所相として初めて入閣した。1977年5月17日イスラエル首相に就任し1983年まで務めた。ベギンはイスラエル国建国以来約30年目にして初めての労働党以外の政党からの首相だった。

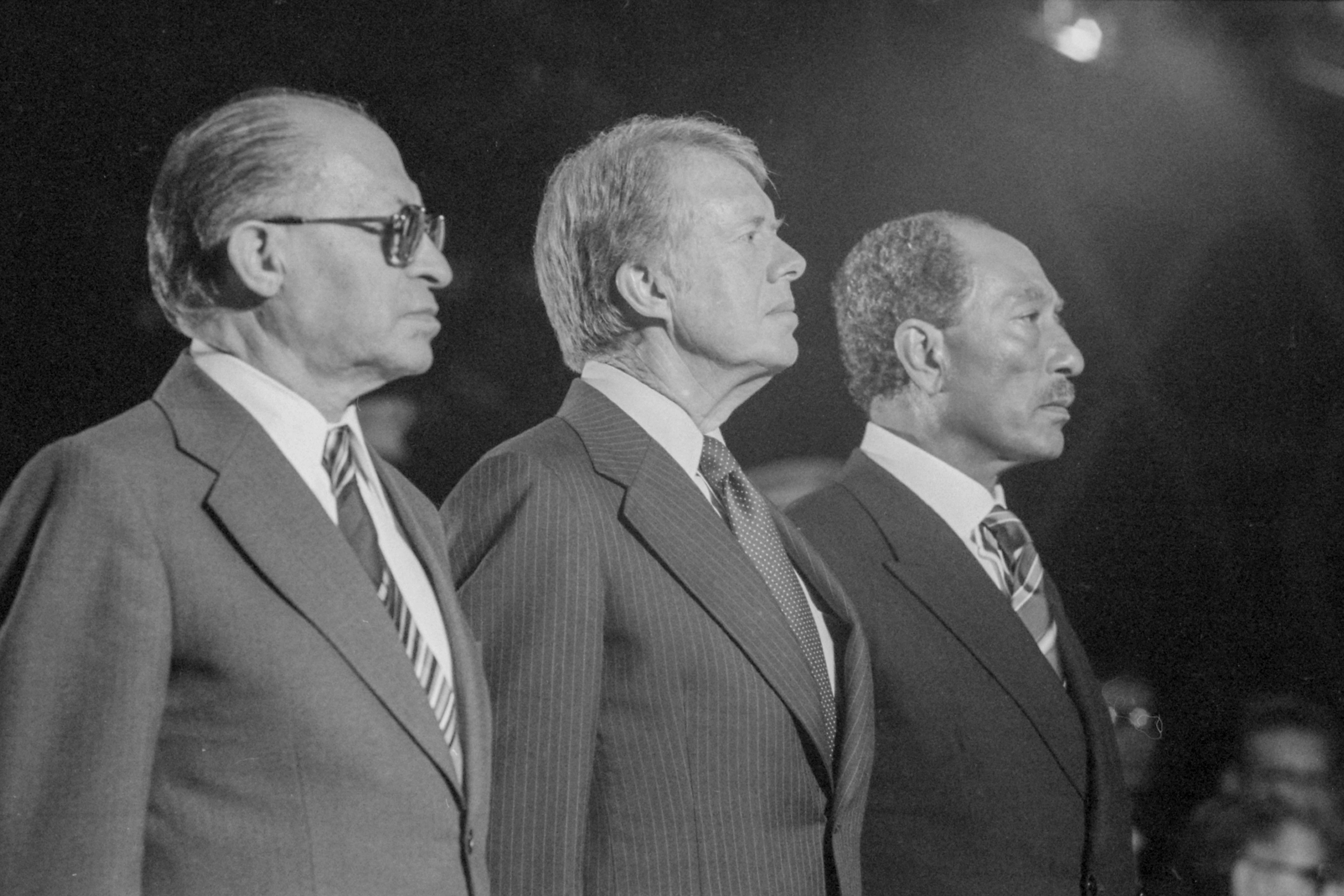
（左から）ベギン首相、アメリカのカーター大統領、エジプトのサダト大統領

首相在任中にエジプトとの関係正常化を発議し、エジプト大統領アンワル・アッ＝サーダートをエルサレムに招待した。1978年にキャンプ・デービッドにおいてエジプトのサダト大統領との歴史的和平合意を行い、同年にノーベル平和賞を受けた。

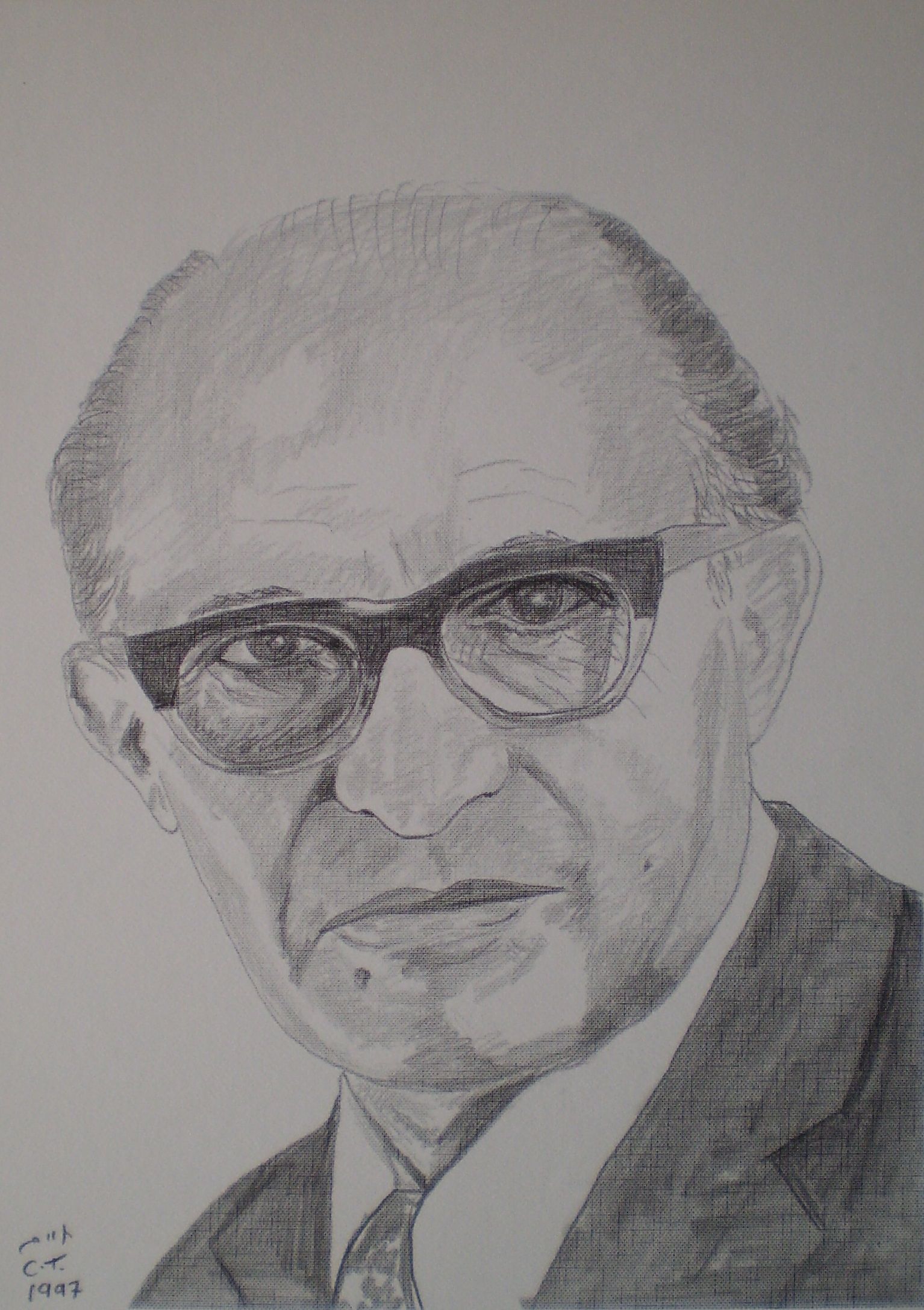
メナヘム・ベギンのスケッチ(1997年)

1980年5月から1981年7月まで、国防相を兼任。6月30日ベギンの発議により、クネセトはエルサレムをイスラエルの「不可分かつ永遠の首都」と宣言するエルサレム基本法を採択する。1981年7月イラクの原子炉攻撃を命令した（イラク原子炉爆撃事件）。1982年6月にはレバノン戦争として知られるガリラヤの平和作戦の開始を命令、レバノンでイスラエル軍が支援したカターイブ（レバノンのキリスト教系民兵）によるサブラー・シャティーラ事件の問題が明らかになると次第に国際社会からの孤立が深まっていった。
レバノン戦争での大損害と妻の死を経て次第に事から遠ざかり、1983年9月15日に大統領に辞表を提出した。政界引退後は娘と自宅で暮らし、極親しい友人としか会わなかった。また、同戦争を指揮したアリエル・シャロン国防相（後首相）に対しては激しい憤りを抱いていたとされ、1992年にエルサレムで死去した。

## 前半生

### 東欧での生活

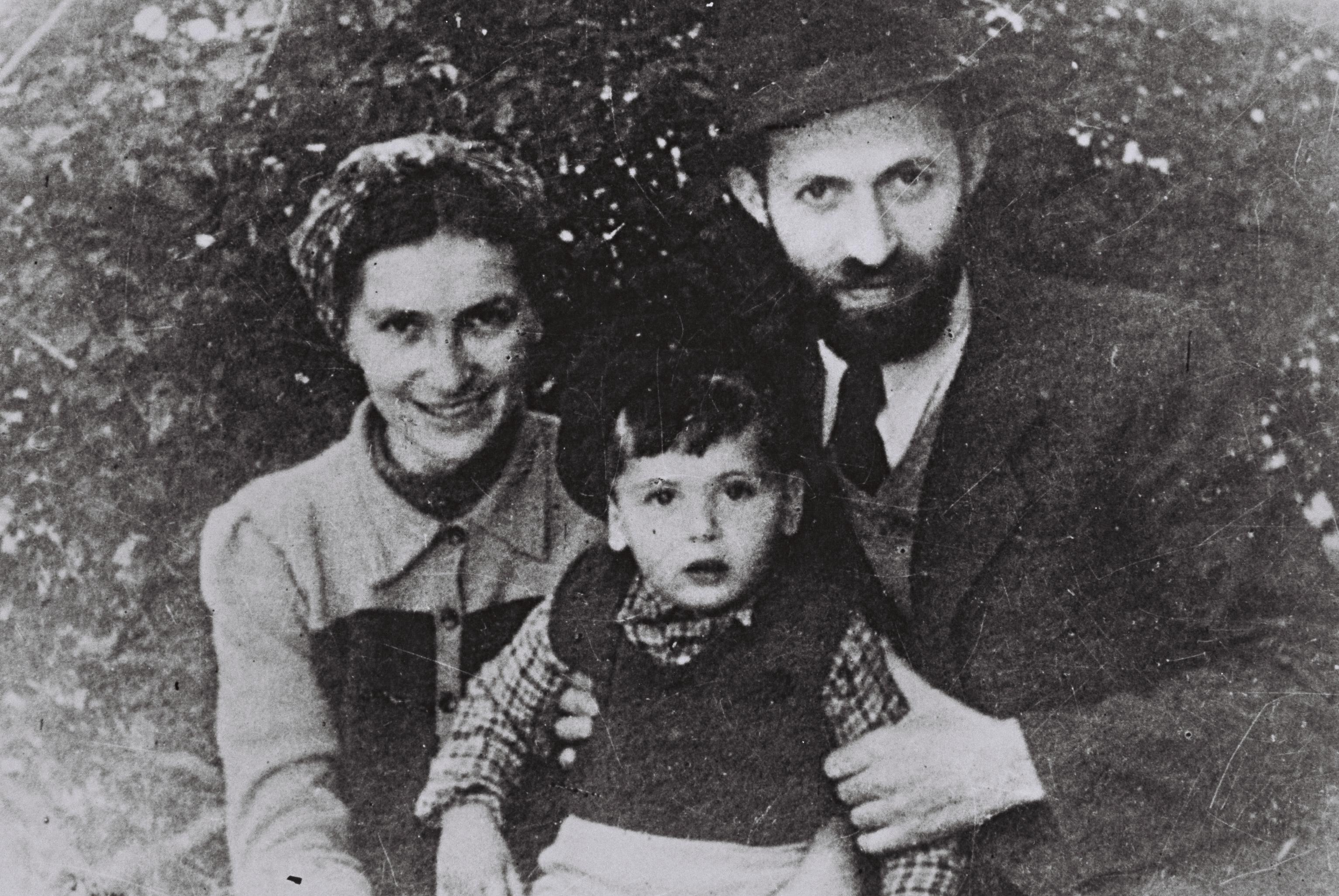
家族写真

メナヘム・ベギンはゼエフ・ドフとハシア・ベーグンの両親のもと三兄弟の末子としてロシア帝国領、ブレスト・リトフスクに生まれた。木材の貿易商を営む父親は、テオドール・ヘルツルから賞賛されるほど熱心なシオニストであった。また、ベギンが生まれた時に立ち会った助産婦はアリエル・シャロンの祖母であったという。
ベギンは幼少時代ヘデル（ユダヤ教徒の初等教育施設）で教育を受けた。シオニスト運動に参加するためタハケモニでユダヤ教について学び、12歳でハショメル青年部（Hashomer Hatzair）に所属する。14歳になるとポーランドの学校で
西洋古典文学を学ぶようになり、ベギンはラテン語を読めるようになったという。
その後、ベギンは法律学を学ぶためワルシャワ大学に入学する。在学中に鍛えた弁舌とレトリックの応用が後に彼の政治家としてのトレードマークとみなされるようになる。1935年には大学を卒業、同年に青年運動組織ベタル（Betar）、そしてイルグン（ハガナーから分離した地下武装組織）の創始者であるゼエヴ・ジャボチンスキーと重要な出会いを果たす。ベギンはベタルに参加するとすぐにその頭角を顕にし、22歳にしてクラクフで行われたベタル世界会議では壇上に立って熱弁を振るい、ベギンはポーランドのベタルで有力な指導者とみなされるようになっていった。

### ソ連からの脱出
1939年の9月、ナチスドイツによるポーランド侵攻を受けてベギンは人口の40％をユダヤ人が占め、YIVOが置かれているリトアニア共和国のビリニュスに亡命する。しかし1940年6月、リトアニアはすぐにソ連軍に侵攻され、多くのユダヤ人とポーランド人（当時のビリニュスの人口はほとんどがポーランド人で占められていた）が連行された。

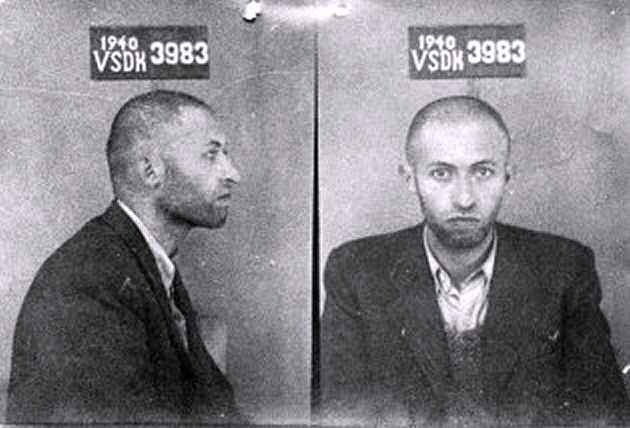
当時のメナヘム･ベギン、NKVDにより撮られた顔写真

1940年9月20日、ベギンは『イギリス帝国主義の扇動』を理由に8年の禁固刑を言い渡され、強制収容所に送られた。1941年の6月にはロシア北部のペチョラの強制労働収容所へ移り、1942年の5月まで過ごした。ベギンの手記「White Nights」にはこのペチョラでの尋問や生活の体験が描かれている。
1941年の7月、ドイツ軍によるソ連軍攻撃（バルバロッサ作戦）の後にポーランドとソ連のあいだで交わされたシコルスキ＝マイスキー協定（Sikorski-Mayski Agreement）がロンドンで採択されると強制収容されていたポーランド人やユダヤ人が解放され、その中にはベギンも含まれていた。
シコルスキ＝マイスキー協定によってソ連領内につくられた東部ポーランド軍のヴワディスワフ・アンデルスの部隊（Army of Anders）への入軍を経て、1942年の8月にソ連から離れ、ペルシア回廊を経由してパレスチナに到着したベギンは、そこで再びバタルの委員メンバーになることと、イルグンに入隊することを要望された。だがヴワディスワフ・アンデルスに軍人としての宣誓を誓い、通訳の仕事も努めていた彼は最初この申し出を断った。しかし、ベギンの退団が認められたためベギンはイルグンに入隊することになる。これにはイルグン側のポーランドに対する何らかの干渉があったとする説もある。
ベギンの家族は1941年6月、他のブレスト・リトフスクにいた約5000人のユダヤ人同様ナチスにより捕らえられ、父親は収容所に送られることも無く射殺、もしくは川に沈められた。また母親と兄のヘルツルもホロコーストにより殺害されたという。

### イギリス委任統治への反対活動

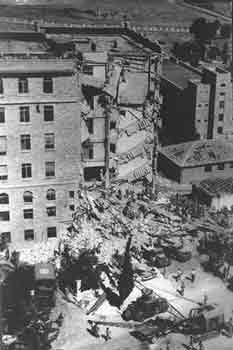
爆破直後のキング・ダビデ・ホテル

ベギンはイギリスの植民地主義に迎合しようとするダヴィド・ベン＝グリオンらの姿勢に対し激しく批判的な人物として、また独立の手段としてイギリスに対するゲリラ行為を主張する人物として早くから名を上げていた。
イルグンに参加したベギンは、ユダヤ人国家の建設を認めたバルフォア宣言とそれと矛盾するマクドナルド白書（White Paper of 1939）の例を引き合いに出し、パレスチナからイギリスの軍隊を追い出し、影響力をなくすことを決意する。
そしてベギンは公式な発表として反乱を宣言し、イギリスに対するテロ活動が始まった。
1945年から46年の数ヶ月の間、イルグンの行動はハガナーの管理下に置かれる枠組みで合意がなされた。しかしこの体制はベギン率いるイルグンによるエルサレムのキング・ダヴィデ・ホテル爆破事件で形骸化してしまう。ホテルにはイギリスの軍司令部を始め多くの情報機関が入っていた。この爆破が行われる少し前、イルグンはホテルに対し、中にいる全員をすぐに避難させるよう声明を出していた。しかしこの声明を受けたイギリス人はこれを無視した上、従業員に対して外に出ることを禁止したという。
この爆発ではイギリス軍人や役人だけでなくアラブ人やユダヤ人の民間人も含め合計91人の死者が出た。イルグンはさらに、アッコの受刑者の脱走を助けた（Acre Prison break）のみならず、イギリスがユダヤ人受刑者を処刑したことに対する報復として二人のイギリス人軍曹を誘拐し、ネタニヤの近くに吊るすという行為を行う（The Sergeants affair）。これによりユダヤ人の処刑は中止されたものの、イルグンのテロを鎮圧するためにさらに多くの軍人が動員されることとなった。

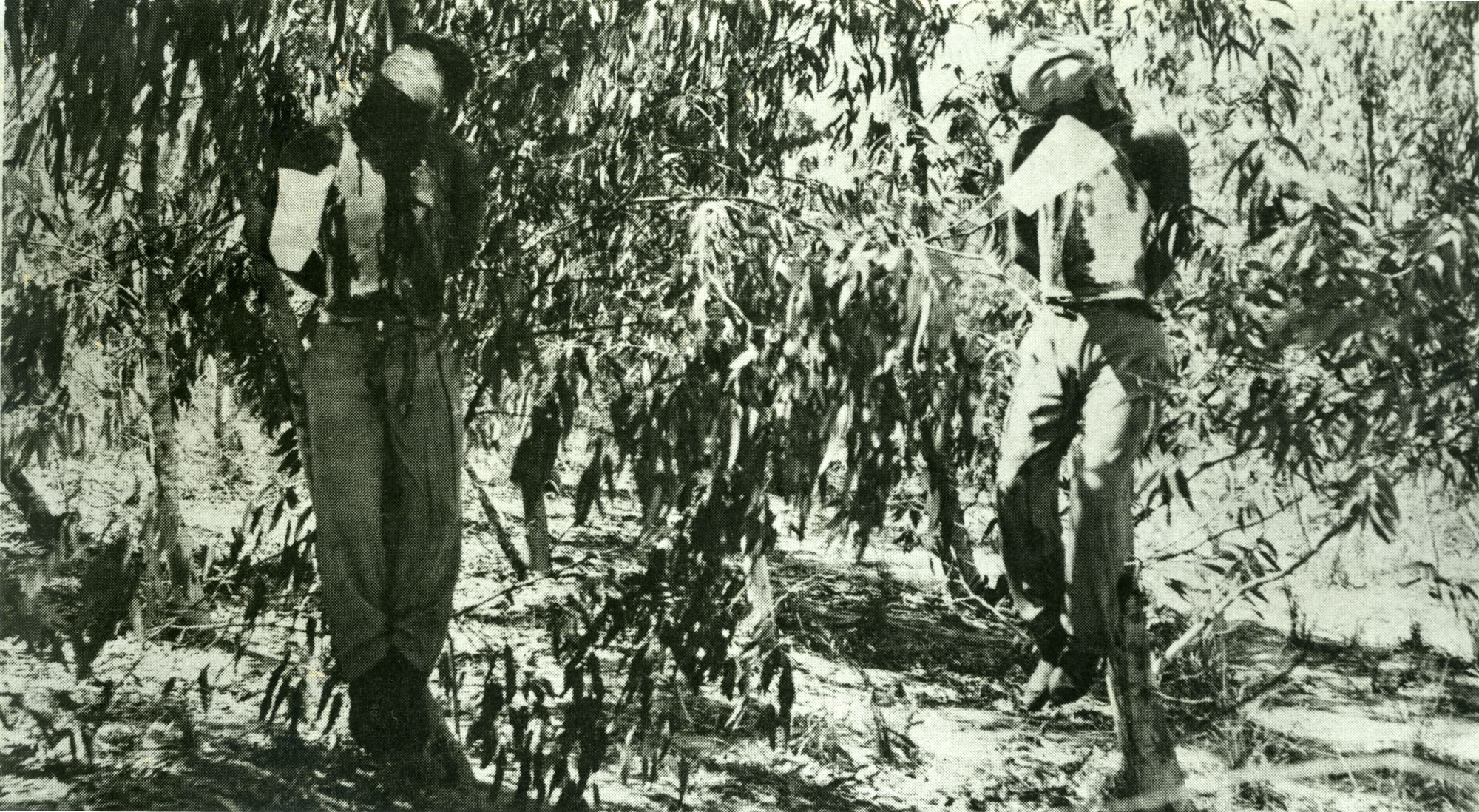
吊るされたイギリス人軍曹の遺体

ベギンはラビに変装するなどして当局の目から逃れ続けた。MI5は、パレスチナ当局の長官の殺害を予告したベギンに対しついに、「この者を捕らえた者に10000ポンドの賞金を与える、ただし、生死は問わず。」という賞金首をかけた。
パレスチナにおけるイシューブ（ユダヤ共同体）であるユダヤ暫定政府を率いるベン＝グリオンはイルグンの行為とその独立計画を批判し「ユダヤ人民の敵」とまで評した。1944年と1947年にハガナーはイルグンのメンバーを捕らえ、イギリス当局に引き渡した。この件でベギンはユダヤ人同士の衝突を避けるため暴力的な行為は抑えるよう部下に促した。1947年11月、国際連合はパレスチナの分割統治案である国連決議181号（United Nations Partition Plan for Palestine）を採択し、これにより1948年5月にイギリスはパレスチナからの完全撤退を決めた。

### 独立戦争
のちの第一次中東戦争であるイスラエル独立戦争の気運が高まるとともに、イルグンはアラブという共通の敵に対抗するためハガナー、レヒ（Lehi）などと共闘することになる。彼らの主な戦場はヤッフォでの戦いやヨルダン軍によるエルサレムユダヤ人居住区包囲などであった。
1948年4月の9日、イルグン、レヒはパレスチナ人の住むデイル・ヤシーン村（Deir Yassin）を敵の軍事拠点があるという理由で襲撃し、多数のパレスチナ人死者を出した（デイル・ヤシーン事件）。そして同年5月14日、イスラエル独立宣言の後6月1日、ベギンはベン＝グリオン率いる暫定政府に対してイルグンを解散し、5月28日の政令4号によって正式に新しく創設されたイスラエル国防軍（IDF）に統合する協定に一度はサインをした。

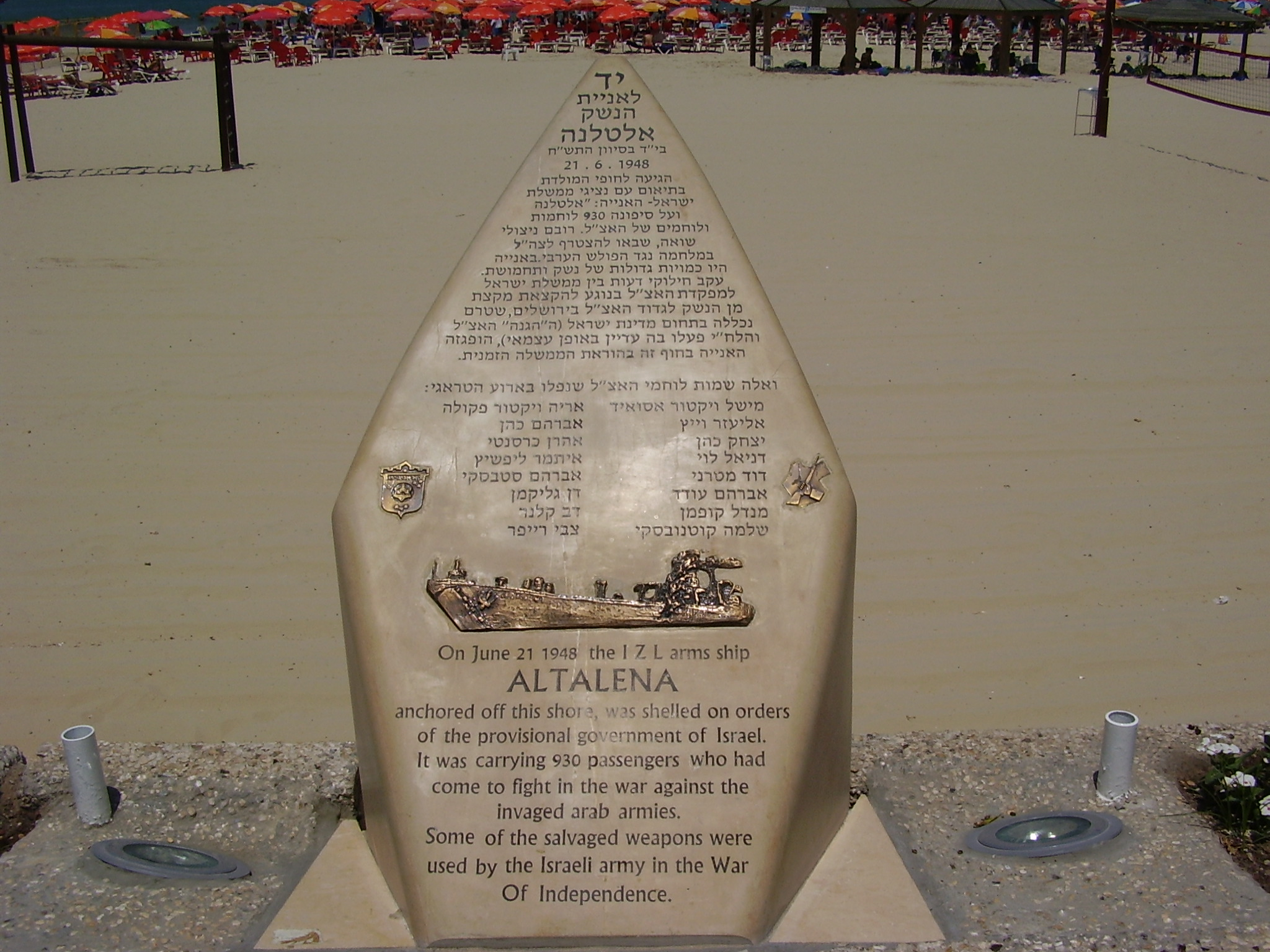
テルアヴィヴの海岸にあるアルタレナ号の碑

しかし、新しく出来たIDFに対して反発するメンバーは自分たちのチャーターした輸送船「アルタレナ号」を使って政府に秘密で武器の輸送を行っていた。協定に従えばすべての武器はIDFが管轄しなければならないため、政府は彼らに対して武器の引渡しを要求した。ベギンはこれに反発したが、ベン＝グリオンは国家としての威信を果たすため軍に船を攻撃するよう指示し、テルアヴィヴの湾岸でイルグンメンバーとIDFが衝突することになる（Altalena Affair）。結局アルタレナ号はIDFの砲撃を受け撃沈し、以降イルグンは政府の指揮下に置かれる事となった。
このときのイルグンの行動について後にベギンは衝突が内戦化するのを避けるため、自分がメンバーに反撃しないよう命令したと語っている。また、政府のアルタレナ号への攻撃については正義に反する行為だったとも評している。
しかし、シュチェチン生まれでイギリスに難民として渡り、アルタレナにベギンと共に乗船していたジョン・アルトマンの回想によれば、ベギンは興奮した様子で「この船と一緒に沈みたい」と口走っていたが、船長はこの船はあくまで浮かべておくのだとベギンを説得し、船長はベギンを文字通り海中に投げ込んだという。
その後も船内で爆発が続き、煙が立ちこめ、金属の甲板が熱くなり足をやけどしそうになったため全員が海中に飛び込み、岸に向かって泳いだと語っている。

## 政治活動

### ヘルート結党

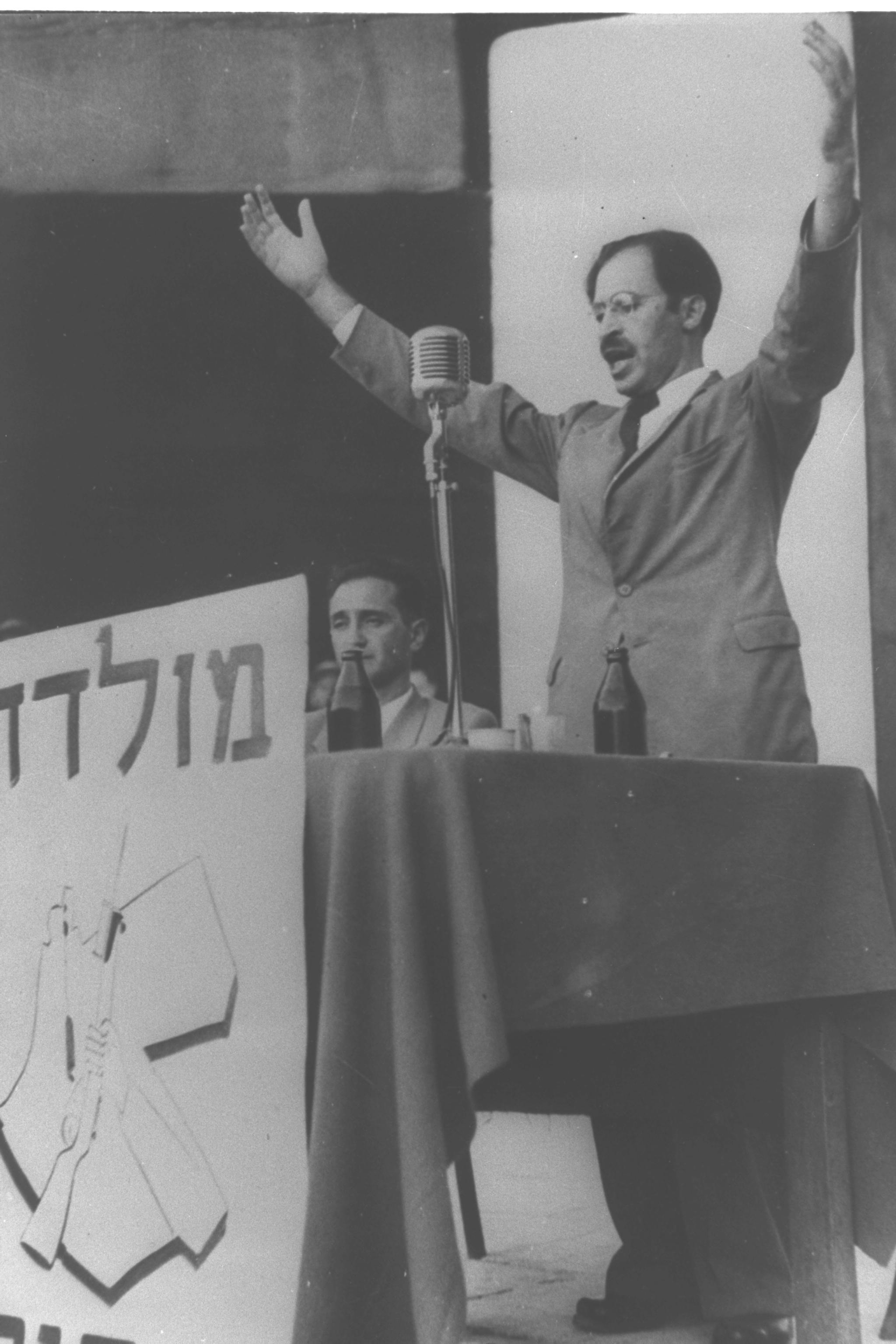
演説するベギン（1948年8月）。写真からも見て取れるように、現在のヨルダン・ハシミテ王国にあたる地もイスラエルの領土であるとベギンは主張していた

1948年8月、ベギンと元イルグン総司令部のメンバーは右翼政党のヘルート（Herut、自由）を立ち上げる。ヘルートはのちのリクードの根幹となる政党で、ベギンの理解者であったジャボチンスキーの修正主義シオニズムを論理的基盤としていた。
同年11月、ベギンはヘルートのアピールのため訪米する。この訪問中にアルベルト・アインシュタインを始め、ユダヤ人思想家ハンナ・アーレントやシドニー・フック、そのほか数人のラビなどアメリカに住むユダヤ系の著名人らは「ヘルートの政治姿勢や行いはナチスに近く、ファシズム政党である」と批判する連名の書簡をニューヨーク・タイムズに送り、掲載された。
1949年、イスラエル建国後初の選挙（第一クネセト）が行われ、ヘルートは11.5％にあたる得票と、14の議席を獲得した。
アルタレナ号事件以来、犬猿の仲となっていたベギンとベン＝グリオンは、両者の政党を通じてお互いを批判しあった。ベギンはマパイを「ボリシェビキを国民に強制している」とし、ベン＝グリオンは「ヘルートとイスラエル共産党は不要」と洩らしていたという。
中でも2人の対立が際立ったのが1952年、ベン＝グリオンが西ドイツに対するホロコーストの賠償請求を推進したことだった。ベギンはナチスの人道的犯罪は賠償金によって解決されるべきではないと考えていた。そしてエルサレムで政権打倒を掲げたデモ行進を扇動した結果、民衆が石を投げるなどして、警察官や議員が負傷する事態を招いた。この騒動でベギンは数ヶ月間、議会への出入り禁止の処分を受けることになる。

### ガハル結党
ヘルートは一部の右翼思想家に支持されたものの、1961年時点の議席数は17議席で与党に遠く及ばなかった。そこで1965年イスラエル自由党を取り込んだ新たな政党ガハルとしてベギンは党首の座に着く。しかし、やはり与党に勝利することは出来ず、1966年に当時21歳のエフード・オルメルトを始めとする元イルグン支持者に辞職するよう求められた。そのため一度は辞任を申し出るが、ベギンを支持する人々は彼に留まって欲しいと懇願したためすぐに辞任を取り下げる。そして1967年第三次中東戦争の勃発により挙国一致の機運が高まり、ついにベギンはガハルを率いて無任所大臣として政権入りを果たした。このときの首相はレヴィ・エシュコルで、その後エジプトとの消耗戦争が続いたためゴルダ・メイア内閣の1970年までベギンは大臣を引き継いだ。

### リクード結党
1973年、ベギンは政権獲得のため小規模政党を次々併合し、「合同」を意味する新党リクードを立ち上げる。第三次中東戦争の英雄であり、合同の発案者でもあったアリエル・シャロンを候補とし、第四次中東戦争開戦の失策による与党への不信感から獲得議席は39とこれまでから大きく伸ばした。しかし過半数には及ばず、いまだ野党のままであった。
ところがその後、第四次中東戦争の戦況が芳しくない様相を呈すにつれて、政府への批判は日に日に高まっていった。また、予てからイスラエル政府にセカンドクラスの国民として扱われていると感じていたミズラヒム（Mizrahi中東からのユダヤ系移民）がベギンの主張する世俗ではないユダヤ主義的思想に共感し、彼らがリクードの支持基盤となっていった。さらに与党内部での右派宗教勢力の分裂騒動やイツハク・ラビン内閣で汚職問題が発覚したこともあり、ついにリクードはイスラエル建国以来約30年目にして初めて労働党を与党の座から退かせることに成功する。

## 首相時代

### 選挙での勝利

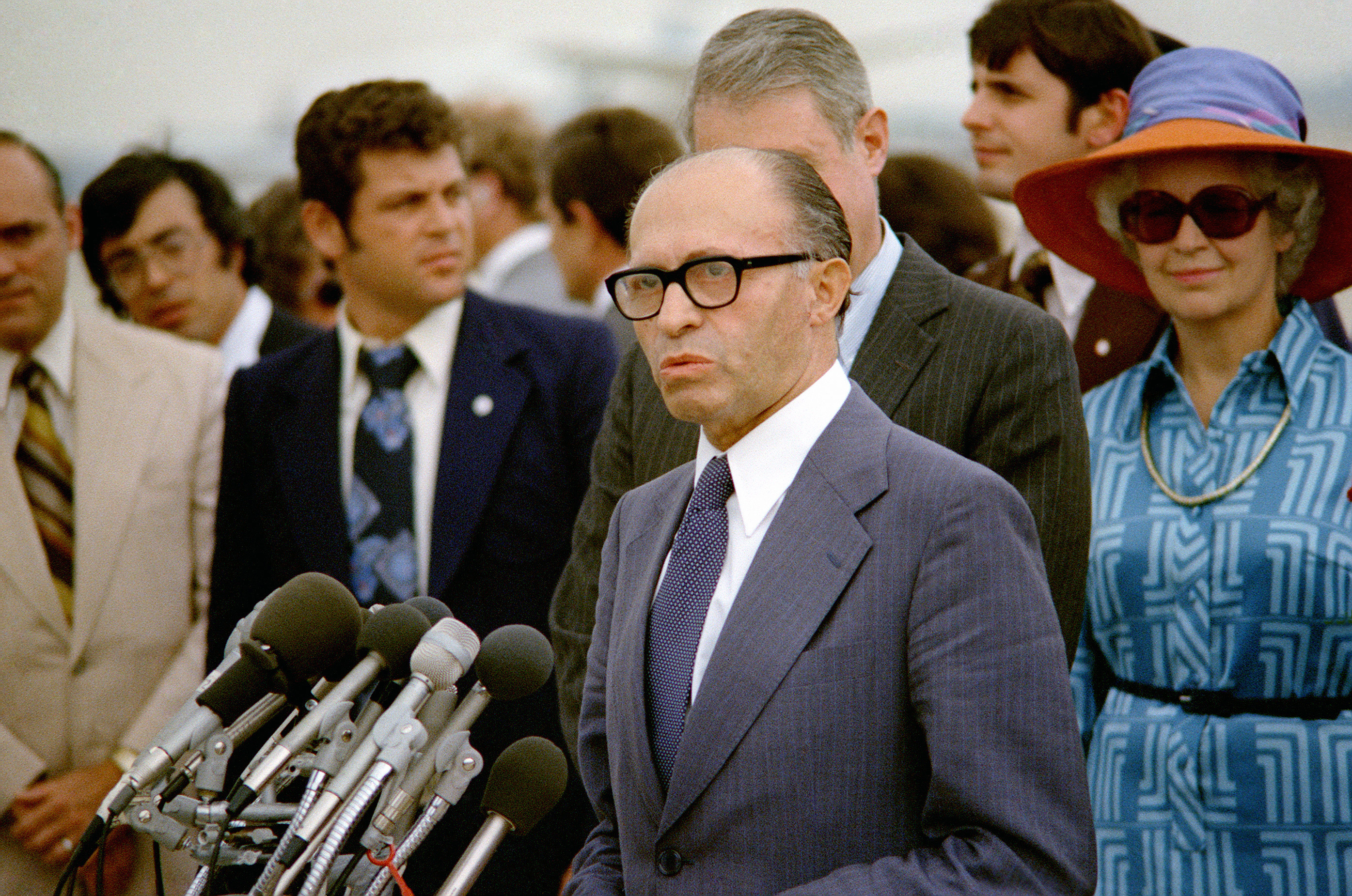
1978年当時のメナヘム・ベギン

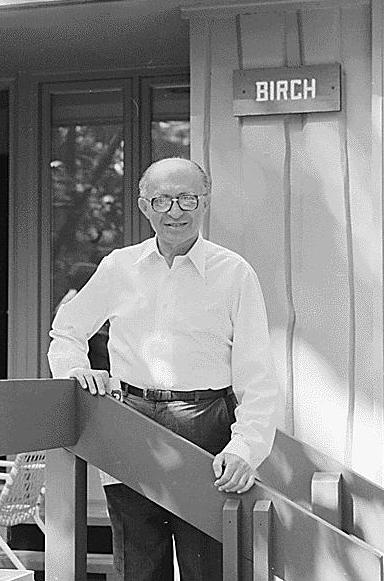
キャンプ・デービッドにて（1978年）

1977年5月のクネセト選挙では、与党の汚職の影響もあり一部支持者はイガエル・ヤディン（Yigael Yadin）率いる中道政党ダッシュ（Dash）に移り120議席中15議席を獲得した。一方労働党連立与党は51議席をさらに32議席に減らし、ベギン率いる右派リクードは43議席を獲得し、最大与党となった。これは、それまで労働党の支持層だったマルクス主義的社会主義思想を持ったアシュケナジムに取って代わり、リクードを勝利に導いたミズラヒと保守的な宗教勢力の躍進、自由経済主義への転換というイスラエルの構造改革をも意味していた。リクードの政治的躍進はベギンの人柄も大きく影響していた。対立政党からは全体主義や独裁と批判されながらも、彼の質素で敬虔な部分はそれまでの与党にないがしろにされてきたと感じる人々にとっては心を打つものだった。
リクードの圧倒的な勝利であったが、それでも議席を獲得して政治を掌握したいと考えていたベギンはさらに他の右派政党や超正統派の政党、小規模中道派政党などに連立を呼びかけ続けた。オファーは労働党時代の国防大臣でヨム・キプールでの失策を攻められていたモシェ・ダヤンにも及んだ。6月20日の政権樹立後、奪取も連立政権に取り込み、最終的に与党はクネセトの3分の2を占める議席まで拡大した。
1978年モシェ･ダヤンを外務大臣、エゼル・ヴァイツマンを国防大臣に迎え、キャンプ・デービッド合意に臨んだ。1979年、アメリカ大統領ジミー・カーターの仲介のもとエジプト大統領サダトとエジプト・イスラエル平和条約を取り決め、イスラエルが占領していたシナイ半島をエジプトに返還することで同意する。これにより今までの無責任なナショナリストというベギンの国際的イメージは変化し、1978年には彼はサダトとともにノーベル平和賞を受賞した。
これに対しシナイの地を手放すことに大イスラエル主義（「約束の地」の範囲を元々イスラエルのものと捉える思想）を標榜するリクード内右派は激しく反発、中でもイツハク・シャミルは協定が批准されれば辞職すると主張した。クネセト内でも小規模政党を除いて協定の批准に反対する意見が多数を占めた。キャンプ・デービッドでの合意内容の実行を固く決めたベギンは、当時農水相のアリエル・シャロンにイスラエル領内のパレスチナ人の居住区をシナイ半島からの帰還者の入植地とするためヨルダン川西岸とガザ地区にパレスチナ自治区を定めさせた。ベギンは聖書に基づく入植地としてナーブルス周辺に帰還ユダヤ人を定住させた。

### イラク原子炉爆撃事件
ベギンはイラクのサダム・フセインが反シオニストであると考えており、オシラク、もしくはタムーズ１と呼ばれるイラクの核施設に技術を提供しているフランスに核の供給をストップするよう申し入れていた。1981年6月7日、要求が受け入れられないと見るとベギンはイスラエル空軍に各施設の爆撃を命令、この作戦は『オペラ作戦』と呼ばれる。その後すぐ、ベギンは「どんな理由があってもイスラエルの脅威となる大量破壊兵器を開発することは許されない」という声明を発表し、爆撃を認めた。これに対し、フランスやアメリカを始め多くの国ではイスラエルに対する非難の声が上がった。国際連合安全保障理事会でも決議487が満場一致で採択され、イスラエル国内では左派による作戦の批判がなされた。しかし国民はベギンを支持し、わずか3週間後の選挙でリクードは再び圧勝した。

### レバノン侵攻
1982年6月6日、イスラエル国防軍はPLOにイスラエル駐英大使シュロモ・アルゴヴが襲撃された報復として、『ガリラヤの平和作戦』と題した攻撃を南部レバノンの拠点に対し行った。ベギンにはPLOの政治・軍事の拠点を破壊することでイスラエルに好意的なレバノンのキリスト教マロン派勢力を味方につけようという狙いもあったが、この戦いはすぐにレバノン軍やシリアを巻き込んだ戦争へと激化した。IDFはレバノン中部のベイルートまで軍を進め、PLO指導者のヤセル・アラファトをレバノンから追い出しチュニジアに逃亡させることに成功した。しかし、この戦いによりイスラエルはレバノンの平定どころかイスラエル北部の安全保障問題に影を落とすこととなった。
ベギンはアラファトのことをヒトラーにたとえ、レバノンに対する攻撃の正当性と必要を訴えた。しかし戦争が長引くにつれ、最初は即刻の勝利を確信していたイスラエル民衆も次第に政府に不信感を抱き始める。1982年7月のサブラ・シャティーラ事件により国民の不快感はピークに達し、テルアヴィヴには数万人の民衆が詰め掛けイスラエル史上最大規模となるデモ行進が行われた。このため政府はイスラエル最高裁判所長イツハク・カハンを議長とする調査委員会を開き、当時国防相だったアリエル・シャロンにサブラ・シャティーラ事件に対する間接的な責任があるとし、辞任させた。しかし国民は内閣の総辞職を求めていた。
ベギンは当初アリエル・シャロン指揮の国防軍の前線から誤った情報を伝えられていたとされ、また、PLOの武装設備や自軍の能力についても完全に把握していなかった。レバノン内戦から約10年後、ハアレツ紙はシャロンがベギンに意図的に戦況有利という誤った情報を伝えていたとする報道を行った。これに対しシャロンは同紙を名誉毀損で訴えたが11年続いた公判の後、ベギンの息子であるベニー・ベギンが被告側に付いたこともありシャロンは敗訴を認めた。

### 政治家引退後
1983年、ベギンはリクードの総裁を退き後継にイツハク・シャミルを指名した。シャミルはレヒの元指導者で、ベギンとは旧知の仲だった。ベギンの失望感は平和を約束したレバノンの政治家バシール・ジェマイェル（Bashir Gemayel）が暗殺されたことに加え、妻のアリザがベギンのワシントン公式訪問中に亡くなったことで一層激しくなり、鬱病を病むようになった。ベギンはそれ以来自分の家から離れることは少なくなり、妻の墓の前でカッディーシュ（死者のための礼拝）を捧げることが日課となった。1992年、ベギンはテルアヴィヴで死去した。

### 没後
葬儀は簡素に行われ、ベギンの遺言により多くの建国にかかわったイスラエル人が埋葬されているヘルツルの丘ではなく、オリーブ山西側の墓地に埋葬された。イギリスの統治時代に捕まり、処刑を待っている間に自殺した元イルグンのマイア・ファインシュタインと元レヒのモシェ・バラザニの眠る場所の近くを望んだためだという。

### 記念
エルサレムにはメナヘム・ベギン記念館があり、またベギン通りがエルサレムの主要な交通路に名づけられている。

## 著作
- The Revolt (ISBN 0-8402-1370-0) 
  - 「反乱」(滝川義人訳、ミルトス（上下）、1989年）、ISBN 4895861082
- White Nights: The story of a prisoner in Russia (ISBN 0-06-010289-6)
  - 「白夜のユダヤ人」 (永淵一郎編訳、新人物往来社、1987年）、ISBN 4404014511